# Феодорит Вресфенийский
Епископ Феодорит (греч. επίσκοπος Θεοδώρητος, 1787, Стемнитса, Аркадия  — 23 апреля 1843, Афины) — епископ Элладской православной церкви, политик, участник Освободительной войны Греции 1821−1829 годов.

## Биография
Феодорит родился в селе Стемнитса, ном Аркадия, Пелопоннес в 1787 году. Сведений о его молодости почти нет. Стал епископом в Вресфена, ном Лакония (греч. Βρέσθενα Λακωνίας). Был посвящён в революционное общество Филики Этерия.
В начале Греческой революции, 18 мая 1821 г., Феодорит, в роли военачальника, отразил атаку турок на Вервена, чем предопределил греческую победу (Битва при Долиане). После этого боя за ним закрепился эпитет капитан-епископ, что соответствует русскому атаман-епископ или воевода-епископ.
В конце мая 1821 года Феодорит был избран председателем Пелопоннеского Сената, который практически сместил организатора революции Филики Этерия от руководство революцией и воспротивился полномочиям, которыми наделил Александр Ипсиланти своего брата Дмитрия Ипсиланти.
В июне 1822 г. Феодорит возглавил делегацию парламентёров при сдаче турками крепости Паламиди, Нафплион, но был арестован вместе с другими парламентёрами, брошен в подземелье и освобождён только после разгрома повстанцами сил Драмали-паши (Битва при Дервенакии), в ноябре 1822 г.
В марте 1823 году Феодорит был заместителем председателя Второго национального конгресса в Аструс, на котором был избран заместителем председателя парламента.
Феодорит был переизбран заместителем председателя парламента и в октябре 1824 года.
Оставаясь в тени после освобождения, Феодорит умер 23 апреля 1843 года в афинском монастыре Петраки.